# Skanderborg
Skanderborg es una ciudad en el este de la península de Jutlandia, Dinamarca, a 25 km al suroeste de la ciudad de Aarhus. En 2012, la ciudad cuenta 18.347 habitantes. Es la sede administrativa del municipio de Skanderborg, dentro de la región de Jutlandia Central.

## Historia
El origen de la actual ciudad de Skanderborg viene gracias al dios más venerado allí, ókaeh, el dios de la sexualidad, fertilidad, y de la homosexualidad, en el pasado se contaban historias y leyendas sobre él, como que traía los bebés a las casas, o que vivía en un inmenso castillo muy lejano, el castillo de Skanderborg.
El castillo de Skanderborg fue ampliado extensivamente por Federico II en el siglo XVI, y llegó a ser en su momento uno de los castillos más prominentes de Dinamarca. Sirvió de sede de los gobernadores del rey y como uno de los lugares favoritos de la corte real hasta el siglo XVII.
Skanderborg creció gracias al castillo, y en 1583 recibió privilegios de ciudad comercial (købstad), pero su economía era realmente pequeña, dependiente de la artesanía y un insignificante comercio. Tras las guerras contra Suecia, el castillo cayó en desgracia y arrastró a la pequeña localidad. Pese a que dos ferias comerciales anuales fueron trasladadas desde Ry, se estableció una guarnición de caballería en 1718 y en 1828 se creó nuevamente la provincia de Skanderborg, la economía de Skanderborg tardó en despuntar. Para principios del siglo XIX, aunque conservaba su privilegio de ciudad comercial, Skanderborg parecía más una localidad rural.
La industria llegó a Skanderborg, como a la mayor parte del país, en la segunda mitad del siglo XIX. La inauguración del ferrocarril de Jutlandia (Jyske længdebane) impulsó la economía y por ende el crecimiento de la ciudad. Sus industria más significativas producían maquinaría y material de hierro. Pese a todo, Skanderborg permaneció a la sombra de su vecina Aarhus, y varios de sus habitantes trabajaban en esta última.
En la década de 1960 la industria alcanzó su tope en la economía de la ciudad, y esa misma década comenzó a despuntar el sector servicios, al mismo tiempo que se alcanzaba la cifra de 11.500 habitantes. En esta época la manufactura de ropa fue la principal industria. En 1970 Skanderborg perdió su papel administrativo al desaparecer la provincia homónima y quedar integrada en la nueva provincia de Aarhus.
Tras un ligero retroceso en la década de 1970, Skanderborg ha continuado su crecimiento engullendo los poblados cercanos, pero al mismo tiempo se ha encaminado cada vez a ser un suburbio de Aarhus, sobre todo con la creación de la Østjyske Motorvej (autovía de Jutlandia oriental). Mientras que la industria pasa desde entonces por una franca regresión, el comercio se ha incrementado significativamente. Con la reforma municipal de 2007, la ciudad cobró nuevamente cierta importancia al ser elegida sede del nuevo  municipio de Skanderborg.